# Vénus Khoury-Ghata
Pour les articles homonymes, voir Khoury et Ghata.
Vénus Khoury-Ghata, née à Bcharré (Liban) le 23 décembre 1937, est une femme de lettres française.

## Biographie
Vénus Khoury naît au Liban, près de Beyrouth, dans une famille maronite. Fille d’un militaire francophone, interprète auprès du Haut Commissariat français pendant le mandat et d’une mère paysanne, elle se souvient de son enfance passée à Bcharré, village de montagne du poète Khalil Gibran,, le village de sa mère, lieu qu'elle aimait beaucoup, qu'elle appelle « au nord de tous les nords » et qu'elle qualifie de « lieu de bonheur ». Elle est la sœur aînée de May Menassa,.
En 1957, elle se marie à un homme d’affaires. Elle entreprend des études littéraires à l'École supérieure de lettres de Beyrouth. Elle publie son premier recueil de poémes Les Visages inachevés en 1966 et, en 1967, Terres stagnantes, chez Seghers. Elle s’installe à Paris en 1972 pour fuir la guerre du Liban,, elle épouse le médecin et chercheur français Jean Ghata. Elle publie son premier roman, Les Inadaptés, en 1971.
La femme est au centre de ses romans, en tant que personnage principal, tandis que l'homme est souvent connoté péjorativement. Elle le dépeint comme responsable du péché originel, du Mal qui engloutit la femme.
Vénus Khoury-Ghata obtient le grand prix de poésie de l'Académie française en 2009 pour l'ensemble de son œuvre poétique et le prix Goncourt de la poésie en 2011 pour l'ensemble de son œuvre.
En 2017, elle est nommée présidente du jury du grand prix national de la poésie du ministère de la Culture.
En 2018, elle intègre le Parlement des écrivaines francophones aux côtés de Sedef Ecer, Paula Jacques et Khadi Hane, entre autres.
Elle a publié une quarantaine de romans et de recueils de poésie traduits en 15 langues.

### Vie privée
Sa fille, Yasmine Ghata, est également écrivaine.

## Œuvres

### Romans
- Les Inadaptés, roman, Éditions du Rocher, 1971
- Dialogue à propos d’un Christ ou d’un acrobate, roman, Éditeurs français réunis, 1975
- Alma, cousue main ou Le Voyage immobile, roman, Régine Deforges, 1977
- Le Fils empaillé, roman, Belfond, 1980
- Vacarme pour une lune morte, roman, Flammarion, 1983
- Les morts n’ont pas d’ombre, roman, Flammarion, 1984
- Mortemaison, roman, Flammarion, 1986
- Bayarmine, roman, Flammarion, 1988
- Les Fugues d’Olympia, roman, Régine Deforges/Ramsay, 1989
- La Maîtresse du notable, roman, Seghers, 1992
- Les Fiancées du Cap Ténès, roman, JC Lattès, 1995
- Une maison au bord des larmes, roman, Balland, 1998, réédition Actes Sud, coll. Babel, 2005
- La Maestra, roman, Actes Sud, 1996, collection Babel, 2001
- Privilège des morts, roman, Balland, 2001
- Zarifé la folle, nouvelles, François Jannaud, 2001
- Le Moine, l’ottoman et la femme du grand argentier, roman, Actes Sud, 2003
- Quelle est la nuit parmi les nuits, roman, Mercure de France, 2004
- La Maison aux orties, roman, Actes Sud, 2006
- Sept Pierres pour la femme adultère, roman, Mercure de France, 2007
- La Revenante, roman, L'Archipel, 2009
- Le Facteur des Abruzzes, roman, Mercure de France, 2012
- La fiancée était à dos d’âne, roman, Mercure de France, 2013
- La Femme qui ne savait pas garder les hommes, roman, Mercure de France, 2015
- Les Derniers Jours de Mandelstam, roman, Mercure de France, 2016
- L'Adieu à la femme rouge, roman, Mercure de France, 2017
- Marina Tsvétaïéva, mourir à Elabouga, roman, Mercure de France, 2019
- Ce qui reste des hommes, roman, Actes Sud, 2021

### Poésie
- Les Visages inachevés, poèmes, 1966
- Terres stagnantes, poèmes, Éditions Seghers 1968
- Au Sud du silence, poèmes, Éditions Saint-Germain-des-Prés, 1975
- Les Ombres et leurs cris, poèmes, Éditions Belfond, 1979
- Qui parle au nom du jasmin ?, poèmes Éditeurs français réunis, 1980, réédition Éditions des Moires, 1995
- Un faux pas du soleil, poèmes, Belfond, 1982
- Monologue du mort, poèmes, Belfond, 1986
- Leçon d’arithmétique au grillon, poèmes pour enfants, Milan, 1987
- Fables pour un peuple d’argile, suivi de Un lieu sous la voûte et de Sommeil blanc, poèmes, Belfond, 1992
- Ils, poèmes, illustrés par Matta, tirage limité, Amis du musée d’art moderne, 1993
- Anthologie personnelle, poèmes, Actes Sud, 1997, réédition 2009
- Elle dit, suivi de Les sept brins de chèvrefeuille de la sagesse, poèmes, Éditions Balland, 1999
- La Voix des arbres, poèmes pour enfants, Le Cherche midi, 1999
- Alphabets de sable, poèmes, illustrés par Matta, tirage limité, Maeght, 2000
- Le Fleuve, suivi de Du seul fait d’exister, poèmes, avec Paul Chanel Malenfant, Trait d’Union, 2000
- Version des oiseaux, poèmes, illustrés par Velikovic, François Jannaud, 2000
- Compassion des pierres, poèmes, Éditions de la Différence, 2001
- Six poèmes nomades, avec Diane de Bournazel, Al Manar, 2005
- Stèle pour l'absent, poèmes, Al Manar, 2006
- Les Obscurcis, poèmes, Mercure de France, 2008
- À quoi sert la neige ?, poèmes pour enfants, Le Cherche Midi, 2009
- Orties, poèmes, Al Manar, 2011
- Où vont les arbres ?, poèmes, Mercure de France, 2011
- La Dame de Syros, poèmes, éditions Invenit, 2013
- Le Livre des suppliques, poèmes, Mercure de France, 2015
- Les mots étaient des loups, poèmes choisis, poèmes, Poésie/Gallimard, 2016
- Kaddish pour l’enfant à naître, poèmes pour enfants, avec Caroline Boidé, Éditions Bruno Doucey, 2017
- Lune n’est lune que pour le chat, poèmes pour enfants, Bruno Doucey, 2017
- Gens de l’eau, poèmes, Mercure de France, 2018
- Demande à l’obscurité, poèmes, Mercure de France, 2020
- Éloignez-vous de ma fenêtre, poèmes, Mercure de France, 2021
- Ceux de l'autre rive, poème, livre d'artiste enrichi de quatre arrachements ou collages originaux de André-Pierre Arnal, Éditions du Bourdaric, 2022.
- Désarroi des âmes errantes, poèmes, Mercure de France, 2024
- Qui parle au nom du jasmin, poèmes, Éditions Bruno Doucey, coll. « Sacoche », 2025

### Entretiens
- Ton chant est plus long que ton souffle – Entretiens avec Caroline Boidé, Écriture, 2020

## Distinctions et prix

### Distinctions honorifiques
- Commandeur de la Légion d'honneur le 13 juin 2017[15]
  - Officière le 13 juillet 2010[16]
  - Chevalière le 15 décembre 2000
- Grande officière de l'ordre national du Mérite (2023)[17].
- Commandeur de l'ordre des Arts et des Lettres (2022)[18]
- Maître ès jeux de l'Académie des Jeux floraux depuis 2022.

### Prix littéraires
- Prix Guillaume-Apollinaire pour Les Ombres et leurs cris[8]
- Prix Mallarmé pour Monologue du mort[8]
- Prix Jules-Supervielle pour Anthologie personnelle[13]
- Prix Nice-Baie-des-Anges[19] pour Le Moine, l'ottoman et la femme du grand argentier
- Grand prix de poésie de la SGDL (1993) pour l'ensemble de son œuvre[20]
- Prix Jules-Janin de l’Académie française (2005)
- Grand prix de poésie de l'Académie française (2009)[21]
- Grand prix Guillevic de Poésie de Saint-Malo (2010)
- Prix Goncourt de la poésie pour l'ensemble de son œuvre (2011)[22]
- Prix de poésie Pierrette-Micheloud pour Où vont les arbres ? (2012)
- Prix Renaudot du livre de poche pour La fiancée était à dos d’âne (2015)[23]
- Prix Geneviève Moll de la biographie pour Les derniers jours de Mandelstam (2017)
- Prix Littéraire Prince Pierre de Monaco pour l'ensemble de son œuvre (2022)[24],[25]
- Prix Ganzo pour l'ensemble de son œuvre (2022)[26],[27]